# گرت براون
گرت براون (به انگلیسی: Garrett Brown) زادهٔ ۶ آوریل ۱۹۴۲ یک مدیر فیلم‌برداری اهل ایالات متحده آمریکا است که بیشتر به خاطر اختراع انقلابی خودش در صنعت فیلم‌برداری، استدی‌کم، شناخته می‌شود.